# DEX
Sparksee (abans coneguda com a DEX) és una base de dades orientada a grafs escrita en C++ que permet analitzar grans volums de dades. El desenvolupament de Sparksee es remunta al 2006 a conseqüència de la tasca de recerca del grup DAMA-UPC (Data Management de la Universitat Politècnica de Catalunya). La primera versió ja va estar disponible al primer quadrimestre del 2008, mentre que la darrera versió estable va sortir a principis de l'any 2011.
Al març del 2010 va néixer l'empresa Sparsity Technologies impulsada per la UPC per comercialitzar i donar serveis a les tecnologies desenvolupades a DAMA-UPC. Per la cinquena versió del producte el Febrer del 2014, DEX va canviar el seu nom a Sparksee.

## Model de graf
Sparksee està basat en el model de base de dades orientada a grafs, que es caracteritza per complir 3 propietats: les estructures de les dades són grafs o similars a un graf, la manipulació de les dades i les consultes es realitzen amb operacions orientades a graf i existeixen restriccions per tal de garantir la integritat de les dades i de les seves relacions.
Un graf de Sparksee és un multigraf dirigit etiquetat i amb atributs. Està etiquetat perquè tant nodes com arestes pertanyen a tipus. El graf és dirigit perquè permet que existeixin arestes dirigides i no dirigides. Nodes i arestes poden tenir tants atributs com es desitgi. Finalment, també diem que és un multigraf perquè permet que existeixin múltiples arestes entre dos nodes, encara que aquestes siguin del mateix tipus.
La principal característica de Sparksee és la seva capacitat d'emmagatzemament de dades i el seu rendiment, en ordres de magnitud de milers de nodes, arestes i atributs, gràcies a una implementació mitjançant estructures especialitzades lleugeres.

## Detalls tècnics
- Llenguatge de programació: C++
- API: Java, .NET, C++, Python, Objective-C
- Sistema Operatiu Compatibilitat: Windows, Linux, Mac OS, iOS, Android i BB10
- Persistència: Disc
- Transaccions: ACID
- Backup/Restore